# Brockhampton
Brockhampton  (стилизуется как BROCKHAMPTON) — американский хип-хоп коллектив, сформировавшийся в городе Сан-Маркос, Техас в 2015 году. Был основан Kevin Abstract, объединившись на онлайн форуме поклонников Канье Уэста «KanyeToThe». В состав группы входят вокалисты Kevin Abstract, Matt Champion, Merlyn Wood, Dom McLennon, Joba и Bearface, продюсеры Romil Hemnani, Jabari Manwa и Kiko Merley (двое последних работают как дуэт Q3), графический дизайнер и арт-директор Henock "HK" Sileshi, фотограф Ashlan Grey, веб-дизайнер  Roberto Ontenient и менеджер Jon Nunes.
Свой дебютный микстейп ‒ All-American Trash группа выпустила в 2016, первый альбом ‒ Saturation ‒ 9 июня 2017, второй ‒ Saturation II ‒ 25 августа 2017, а третий ‒ Saturation III ‒ 15 декабря 2017. 30 марта 2018 года группа заявила, что подписала контракт со студией RCA Records. Четвертый альбом Iridescence был выпущен 21 сентября 2018 года и дебютировал под номером 1 в чарте альбомов Billboard 200. Альбом также является первым в их второй трилогии, известной как «The Best Years of Our Lives». 
18 июля 2019 года Brockhampton официально анонсировали свой пятый альбом Ginger, назначив дату его выпуска в августе. 31 июля они выпустили первый сингл с альбома под названием «I Been Born Again» вместе с видеоклипом. Еще три сингла с сопровождающими музыкальными клипами были выпущены в течение августа, что привело к выпуску Ginger. 23 августа 2019 года. 9 апреля 2021 года Brockhampton выпустили свой шестой студийный альбом Roadrunner: New Light, New Machine. В январе 2022 года группа объявила о перерыве на неопределенный срок после предстоящего выступления на фестивале Coachella в апреле. 17 ноября 2022 года вышел альбом The Family, а на следующий день альбом TM. 

## История

### 2010-2014:Формирование и AliveSinceForever
В 2010 году Кевин Эбстрэкт сделал пост на фан-форуме Канье Уэста KanyeLive (нынешнее название ‒ KanyeToThe) с предложением создать музыкальную группу, на который ответили больше 30 пользователей. Тогда сформировалась группа AliveSinceForever, однако она стала активной только в 2012 году. В 2013 AliveSinceForever выпустили дебютный мини-альбом ‒ The ASF EP. В список участников тогда входили Кевин Эбстрэкт, Амир Вэн, Дом МакЛеннон и Mic Kurb, позже известный как Родни Тенор. В конце 2014 AliveSinceForever расформировались, чтобы соединиться как Brockhampton.

### 2014-2016:Смена имени и All-American Trash
После релиза дебютного альбома Кевина Абстракта MTV1987 AliveSinceForever переименовались в Brockhampton и пополнили свой состав новыми участниками, которые также были набраны на форуме KanyeToThe. В январе 2015 Brockhampton выпустили свой первый сингл, «Bet I», вместе с клипом, который был снят участниками коллектива Хиноком «HK» Силеши и Франклином Мендезом. В настоящее время «Bet I» удален со всех стриминговых сервисов, но клип на композицию всё ещё можно найти на YouTube. 16 июня 2016 Brockhampton выпустили второй сингл ‒ «Hero». В том же месяце группа выиграла в конкурсе VFiles Loud профессиональную съемку музыкального видео для своего следующего сингла «Dirt», выпущенного при содействии Fool’s Gold Records. 24 марта 2016 Brockhampton бесплатно выпустили дебютный микстейп All-American Trash. В поддержку микстейпа был выпущен документальный фильм All-American Trash Documentary, снятый Джоном Нюнсом и Альбертом Гордоном, а также Хинаком Силеши, который также выступил его режиссёром, продюсером и монтажером.

### 2017:Трилогия Saturation
В январе 2017 группа самостоятельно выпустила сингл «Cannon» и клип на него.
В мае 2017 был выпущен первый сингл с альбома Saturation ‒ «Face». В течение месяца были выпущены ещё несколько синглов и музыкальных видео на них как промо альбома: «Heat», «Gold» и «Star». Все они были срежиссированы Кевином Эбстрэктом и сняты в районе, где они жили, в Южном Лос-Анджелесе, Калифорния.
Также в мае было анонсировано шоу American Boyband от Viceland, которое рассказывало о сольном туре Кевина Эбстракта и работой над альбомом Saturation. Премьера состоялась 8 июня 2017, как и премьера сингла и видео на него «Lamb» с уже второго альбома бойбэнда ‒ Saturation II. Первая часть трилогии ‒ Saturation ‒ была выпущена 9 июня 2017 и оценена критиками, что привлекло к группе больше внимания.
Сразу после выпуска Saturation Кевин Эбстрэкт в Твиттере рассказал о том, что группа уже работает над вторым альбомом, предварительно названым Saturation II, который должен быть выпущен в августе. Перед выпуском Saturation II также были выпущены промо-синглы и видеоклипы на них: «Gummy» 1 августа, «Swamp» 8 августа, «Junky» 15 августа, а уже 16 августа 2017 в Твиттере была названа дата релиза второго альбома. Финальный сингл «Sweet» и видео на него появились в сети 22 августа, и в тот же день состоялся неожиданный релиз «Follow», который был подтвержден в твиттере Кевина как сингл последнего альбома трилогии ‒ Saturation III.
Релиз Saturation II состоялся 25 августа 2017 года, привлекая ещё большее внимание слушателей и критиков к творчеству бойбенда.
14 сентября 2017 Кевин Эбстрэкт заявил, что трилогия будет выпущена до конца года вместе с бокс-сетом, включающим невыпущенный ранее материал.
12 декабря 2017 состоялся релиз лид-сингла третьего альбома «Boogie» и клип на него. 14 декабря Brockhampton анонсировали четвёртый студийный альбом ‒ Team Effort, который должен был быть выпущен в 2018, а также сингл «Stains» к альбому Saturation III.
15 декабря состоялась премьера третьего альбома Brockhampton ‒ Saturation III.
Brockhampton также сняли и выпустили 12 декабря 2017 года короткометражный фильм «Billy Star» , который должен был превратиться в полнометражный и выйти в кинотеатрах Америки в 2018 году, а также подробно рассказать историю трилогии Saturation. Фильм был снят, однако Кевин Эбстрэкт ‒ его режиссёр, принял решение не выпускать полную версию и оставить фильм в качестве короткометражного.

### 2018:Puppy, уход Амира Вэна и iridescence
В марте 2018 Brockhampton заявили о том, что ранее анонсированный альбом Team Effort не будет выпущен в 2018, вместо него четвёртым студийным альбомом бойбэнда станет «Puppy», релиз которого запланирован на лето 2018 года.
30 марта 2018 года группа заявила, что подписала контракт со студией RCA Records. Согласно источникам издания Billboard, соглашение было заключено на сумму более чем 15 миллионов долларов на шесть альбомов в следующие три года.
Выход Puppy был отложен в связи с обвинениями в ментальном, вербальном и сексуальном абьюзе в адрес участника и одного из основателей бойбенда Амира Вэна (англ.: Ameer Vann) со стороны его бывших девушек. Амир признал вербальный и ментальный абьюз, а также принес извинения в Твиттере, однако опроверг обвинения в сексуальном насилии. 27 мая 2018 года Brockhampon сообщили о том, что Амир Вэн больше не является частью бойбенда, указав на то, что они были обмануты и извинились за то, что не высказались об этой ситуации ранее (до этого все участники коллектива удалились из социальных сетей, чтобы сконцентрироваться на работе над новым альбомом). Также бойбенд отменил концертные выступления в Америке в рамках «Stereo Spirit Tour».
20 июня 2018 года Brockhampton выступили на вечернем шоу Джимми Фэллона (англ.: The Tonight Show Starring Jimmy Fallon) с невыпущенным синглом «Tonya» и тогда же анонсировали новый альбом под названием "The Best Years of Our Lives", но альбом так и не вышел в свет.
В июле 2018 года выпустили три сингла - "1999 WILDFIRE", "1998 TRUMAN" и "1997 DIANA" и музыкальные видео к ним.
26 августа того же года группа анонсировала новый альбом под названием "iridescence", записанный на Abbey Road Studios за 10 дней. Альбом вышел 21 сентября и достиг первой строчки в US Billboard 200, став первым альбомом коллектива достигшим первой строчки в чартах.

### 2019:Ginger
В апреле 2019 года Кевин Эбстрэкт выпустил сольный альбом "Arizona Baby". Через несколько недель после этого он объявил, что группа работает над новым альбомом, который получил название "Ginger". Перед релизом группа выпустила несколько синглов и клипов к ним - "I BEEN BORN AGAIN", "IF YOU PRAY RIGHT", "BOY BYE" и "NO HALO" (совместно с Deb Never). Альбом был выпущен 23 августа 2019 года. После выпуска группа отправилась в тур "Heaven Belongs to You" совместно с slowthai и 100 gecs.
Коллектив в сентябре 2019 впервые выступил на шоу Эллен, исполнив песню "SUGAR". В январе 2020 "SUGAR", выпущенный совместно с Дуа Липой, стал первым синглом группы достигшим чартов, попав в Billboard Hot 100 на 70 место. В чартах сингл продержался девять недель, достигнув самого высокого для группы 66 места. Трек также стал первой платиновой записью группы. 

### 2020:Technical Difficulties
В конце апреля 2020 года, в разгар пандемии коронавируса, группа стала делать на своём Youtube-канале прямые эфиры под общим названием "Technical Difficulties" (с англ. Технические неполадки), во время которых участники группы и приглашённые гости писали новые треки и общались. Эти песни были записаны во время самоизоляции группы. 2020 год стал первым годом с 2015, когда коллектив не выпустил ни одного альбома. 

### 2021:Roadrunner: New Light, New Machine
В январе 2021 года Кевин Эбстрэкт анонсировал выход шестого студийного альбома бойбенда под названием "Roadrunner: New Light, New Machine". 25 марта вышел первый сингл с будущего альбома под названием "BUZZCUT", написанный совместно с Дэнни Брауном. Второй сингл "COUNT ON ME", вышел второго апреля 2021, в музыкальном видео на этот трек, выпущенном 14 апреля, снялись Доминик Файк и Lil Nas X. Сам альбом вышел 9 апреля. В том же году группа записала трек "MVP" для фильма "Космический джем: Новое поколение".
"Roadrunner: New Light, New Machine" содержит несколько треков со времён Technical Difficulties, например "Chain On", в соавторстве с JPEGMAFIA. 

### 2022:Распад группы, The Family и TM
14 января 2022 года бойбенд объявил, что ближайшие выступления группы — в Лондоне в феврале и на фестивале Coachella в апреле — станут последними перед бессрочным хиатусом. После концерта на Coachella группа объявила о выходе своего финального альбома в этом же году. 
1 июля трек группы был включен в саундрек фильма "Миньоны: Грювитация". 27 октября в видео на YouTube группа объявила название нового альбома - "The Family". Он был выпущен 17 ноября 2022. На следующий день коллектив выпустил ещё один альбом - "TM". 19 ноября группа отыграла свой последний концерт в The Fonda Theatre в Лос-Анджелесе, в ходе которого Мерлин Вуд проговорился, что TM расшифровывается как "The Mountain" (с англ. Гора). 

## Участники

### Финальный состав участников[56]
- Иан «Кевин Эбстрэкт» Симпсон (англ.: Ian «Kevin Abstract» Simpson) ‒ вокал, режиссёр (2015 — 2022).
- Мэтт Чемпион (англ.: Matt Champion) ‒ вокал (2015 — 2022).
- Уильям «Мерлин» Вуд (англ.: William «Merlyn» Wood) ‒ вокал (2015 — 2022).
- Доминик «Дом МакЛеннон» Майкл Симпсон (англ.: Dominic «Dom McLennon» Michael Simpson) ‒ вокал (2015 — 2022).
- Рассел «Джоба» Боринг (англ.: Russell «Joba» Boring) ‒ вокал, мастеринг, продюсер (2015 — 2022).
- Кирэн «Бэрфейс» Макдональд (англ.: Ciarán «Bearface» McDonald) ‒ вокал, гитара, продюсер (2015 — 2022).
- Ромиль Хемнани (англ.: Romil Hemnani) ‒ продюсер и диджей (2015 — 2022).
- Джабари Мэнва (англ.: Jabari Manwa) ‒ продюсер (Q3) (2015 — 2022).
- Кико Мэрли (англ.: Kiko Merley) ‒ продюсер (Q3) (2015 — 2022).
- Хинок «ЭйчКей» Силеши (англ.: Henock «HK» Sileshi) ‒ арт-директор, графический дизайнер, монтажёр (2015 — 2022).
- Коди «Эшлан Грэй» Валентина (англ.: Cody «Ashlan Grey» Valentina) ‒ фотограф и оператор (2016 — 2022).
- Роберт Онтэньент (англ.: Robert Ontenient) ‒ веб-дизайнер, продюсер (2015 — 2022).
- Джон Нюнс (англ.: Jon Nunes) ‒ менеджер (2015 — 2022).

### Бывшие участники
- Амир Вэн (англ.: Ameer Vann) ‒ вокал (2015 — 2018).
- Майкл «Родни Тенор» Кирби МакГанн (англ.: Michael «Rodney Tenor» Kirby McGann) ‒ вокал (2015 — 2016).
- Альберт Гордон (англ.: Albert Gordon) ‒ продюсер (2015 — 2016).
- Франклин Мендез (англ.: Franklin Mendez) ‒ фотограф (2015).
- Аниш Окхани (англ.: Anish Ochani) ‒ менеджер (2015 — 2017).

### Партнёры
- Ник Лензини (англ.: Nick Lenzini) ‒ стилист и дизайнер (2015 — 2022).
- Кевин Доан (англ.: Kevin «kpop star» Doan) ‒ разработчик приложения и ассистент.

## Дискография

### Студийные альбомы
- Saturation (2017)

- Saturation II (2017)

- Saturation III (2017)

- Iridescence (2018)

- Ginger (2019)

- ROADRUNNER: NEW LIGHT, NEW MACHINE (2021)
- The Family (2022)
- TM (2022)

### Микстейпы
- All-American Trash (2016)

- Technical Difficulties (2020)